# Балмочных, Сергей Филиппович
Серге́й Фили́ппович Ба́лмочных (1871—1949) — активный участник становления Советской власти в Липецке.
Родился в 1871 году в Липецке. С 11 лет начал трудиться учеником сапожника, а когда подрос, стал пекарем. За организацию забастовки пекарей в 1906 году отправлен в ссылку. Затем вернулся в Липецк. В мае 1917 года вступает в партию большевиков. С. Ф. Балмочных — один из организаторов сентябрьской стачки рабочих и служащих городского самоуправления в 1917 году под лозунгами недоверия Временному правительству. После Октябрьской революции работает в ЧК, участвует в ликвидации банд.
После окончания гражданской войны работал в потребкооперации. С 1922 года и до последних дней жизни (1949 год) избирался депутатом городского Совета.

## Увековечение имени
- К 50-летию Великой Октябрьской социалистической революции на площади Революции был открыт памятник-обелиск, рядом с которым на изогнутой стеле барельефное изображение лиц тех, кто принимал активное участие в утверждении Советской власти в Липецке. На торце стелы начертаны их имена, в том числе и С. Ф. Балмочных.
- 27 октября 1967 года Садовая улица в Липецке была переименована в улицу Балмочных.